# Belmont (Massachusetts)
Belmont – miejscowość w Stanach Zjednoczonych, w stanie Massachusetts, w hrabstwie Middlesex.